# Blinky Bill
(Frase ed esclamazione finale tipica del protagonista)
Blinky Bill nota anche Le avventure di Blinky Bill (The Adventures of Blinky Bill), è una serie televisiva a cartoni animati australiana/tedesca prodotta da Yoram Gross Film Studio con EM.TV e sviluppata da Jonathan M. Shiff Productions. Ed è basato sui libri di Dorothy Wall.
La serie è in realtà un seguito del film d'animazione del 1992 Blinky Bill: The Mischievous Koala.
Le prime due stagioni della serie sono state trasmesse dal 1993 al 1995 dalla ABC, mentre la terza ed ultima stagione nel 2004 da Seven Network. Il totale della serie è di 78 episodi.
In Italia sono state trasmesse solo le prime due stagioni della serie, per un totale di 52 episodi trasmessi, a partire dal 1995 sulla syndication Junior TV. La serie è stata anche pubblicata nel 1996 anche in VHS dalla Stardust come parte della serie Fantastimondo.
È l'unico cartone animato australiano ad essere trasmesso popolarmente nelle reti italiane.

## Trama
Blinky Bill è un piccolo e simpatico koala antropomorfo nativo dell'immaginaria città di Greenpatch che, in compagnia di sua sorella adottiva Nutsy e dei loro amici Flap l'ornitorinco, Slodge il canguro, Marcia la piccola marsupiale e il dingo Shifty, è protagonista di tante meravigliose avventure.

### Prima stagione
Nella trama della prima stagione, la città di Greenpatch viene distrutto dagli umani Harry e Joe. Quando Blinky Bill e i suoi amici cercano di ricostruire Greenpatch, compaiono nuovamente i Dingo. La prima stagione si conclude con Shifty, un piccolo dingo che farà amicizia con Blinky Bill e la sua banda, e infine il matrimonio tra la madre di Blinky Bill e il padre di Nutsy.

### Seconda stagione
Nella trama della seconda stagione, Blinky Bill e i suoi amici si perdono durante un'escursione scolastica nella boscaglia. Trovando la strada di casa in diverse parti dell'Australia, hanno molte avventure per aiutare altri animali bisognosi, tra cui un coccodrillo, pinguini e animali da fattoria e da circo. La seconda stagione si conclude con una festa di ritorno a casa.

### Terza stagione
Nella trama della terza stagione, Blinky Bill, Nutsy e Flap scappano da Greenpatch e viaggiano in giro per il mondo in mongolfiera che li porta in emozionanti avventure inseguite da due umani di nome Basil e Cyril che sono i fratelli di un circo. Gli animali che ha salvato erano: Ling-Ling il Panda, Slippery la foca, Yoyo la scimmia, Penelope il barboncino, Leo il leone e Tico il tucano (che inizialmente lavora per i fratelli del circo). Vanno in Antartide, nelle pianure africane, in Cina, nella foresta amazzonica, in India e Parigi. La terza stagione si conclude con un ritorno a Greenpatch e tutti finalmente si riappacificano veramente con Blinky.

## Personaggi

### Personaggi principali
- Blinky Bill: il leader protagonista della serie, un piccolo koala. Orfano di padre. Combina guai con gli scherzi a tutti con l'allegria e le risate, salvo poi ad essere sempre riappacificato gentilmente da tutti. Inoltre, nell'episodio inedito "Blinky's Birthday Surprise", si sente esageratamente di cattivo umore, perché a nessuno importa del suo compleanno, dato che nessuno gli vuole bene, giurando delusione vendicativa e offensiva contro tutti.
- Nutsy: sorella adottiva di Blinky, piccola koala. Orfana di madre. Nell'episodio "Un compleanno da ricordare" si scopre che Blinky ha fatto una buona azione per ricordare il suo compleanno in un circo.
- Splodge: un canguro, che è uno degli amici di Blinky.
- Flap: un ornitorinco, che è uno degli amici di Blinky.
- Marcia: una marsupiale, che è una degli amici di Blinky.
- Shifty Dingo: fratello minorissimo di Danny. Inizialmente un bullo cambia idea e, successivamente, entra a far parte di Blinky e i suoi amici. È spesso particolarmente onesto e spensierato.

### Altri personaggi
- Sig. Walter Wombat "Wombo": Saggio aiutante e amico di Blinky e i suoi amici.
- Miss Magpie: la maestra della scuola della città di Greenpatch.
- Sig.ra Koala: madre di Blinky. Si sposa con il padre adottivo di Nutsy alla fine della prima stagione.
- Sig. Koala: padre adottivo di Nutsy. Si sposa con la madre di Blinky alla fine della prima stagione.
- Sindaco Pellicano: il sindaco della città di Greenpatch.
- Sig.ra coniglio
- Nonna Grunty Koala: nonna di Blinky.
- Danny Dingo: il bullo della scuola con gli occhiali da sole, e nemico giurato di Blinky e i suoi amici.
- Polpetta Dingo: fratello minore di Danny, anche lui un bullo.
- Daisy Dingo: sorella di Danny.
- Mamma Dingo: la cattiva grassa madre di Danny, Polpetta, Daisy e Shifty.
- Jacko:
- Slick:
- Infermiera Angelina:
- Ruff:
- Sig. Gloop:

## Doppiatori italiani
- Laura Latini: Blinky Bill
- Fabrizio Mazzotta: Flap
- Corrado Conforti: Slodge
- Luigi Ferraro: Shifty
- Ilaria Latini: Marcia
- Mirella Pace: Mirtillo
- Fabrizio Manfredi: Shift
- Mino Caprio: Sheekty
- Pino Ammendola: Polpetta
- Enzo Consoli: Wombo
- Graziella Polesinanti: Miss Magpie
- Franca Lumachi: Signora Koala
- Ambrogio Colombo: Sindaco Pellicano

## Episodi
In Italia le prime due stagioni di 52 episodi sono nota come Le avventure di Blinky Bill o anche Le straordinarie avventure di Blinky Bill ("The Adventures of Blinky Bill").

### Stagione 1
1. Un re... quasi reale
2. Pompieri da strapazzo
3. Gabbia dolce gabbia
4. L'importante è... vincere
5. Blinky Bill maestro
6. Blinky e la macchina rossa
7. Sherlock Blinky
8. Operazione occhiali
9. La grotta dei fantasmi
10. Lo zoo di Blinky
11. Blinky e il mago
12. Blinky detective
13. Il cuore di un albero
14. Uno strano koala
15. La miniera d'oro
16. La star del film
17. Caccia al tesoro
18. Il club degli animali
19. Blinky conduce la banda
20. Marcia l'incompresa
21. Il lago dei mostri
22. Salviamo Twiggy
23. Sindaco per un giorno
24. Il sosia perfetto
25. La festa della mamma
26. Le nozze straordinarie

### Stagione 2 ("Blinky Bill's Extraordinary Excursion")
1. Blinky l'ipnotizzatore
2. Malato di vecchiaia
3. L'ultima carrozzina
4. Incarico di fiducia
5. L'ospite indesiderato
6. Misterioso inquinamento
7. Il mistero blu
8. Il campeggio
9. Il terremoto
10. Cani da guardia
11. Il rapimento di Blinky
12. Il cucciolo perduto
13. Dalla padella al... freezer
14. Aiutiamo gli orsi polari
15. Il faro
16. Il ladro delle mele
17. Operazione uovo
18. L'albergo dell'errore
19. Contrabbando di uccelli
20. La maschera di tela
21. Una strana favola
22. Un compleanno da ricordare
23. Frode edilizia
24. Il feudo
25. Magia del cinema
26. Caduti dal cielo

### Stagione 3:Blinky Bill's Extraordinary Balloon Adventure/Blinky Bill's Around the World Adventures
Questa stagione è inedita in Italia.
1. The Great Escape
2. Bushwacked
3. Antarctic Adventure
4. Polar Peril
5. Flap's New Family
6. A Stitch in Time
7. Leo Leads the Way
8. Monkey Business
9. Diamonds Are Forever
10. Blinky's Birthday Surprise
11. Baby Elephant Walk
12. Operation Free Flap
13. Crouching Dragon, Hidden Koala
14. Panda Pandemonium
15. Jungle Bungles
16. Double Trouble
17. Tico's Choice
18. Poisoned Penelope
19. All at Sea
20. Tico Takes Charge
21. Tiger Taming
22. Monkey See, Monkey Do
23. A Dog's Best Friend
24. Blinky Bill Superstar
25. Paris Au-Go-Go
26. How Green Is My Greenpatch

## Film
- Blinky Bill - Natale in Australia (2005)
- Billy il koala (Blinky Bill - The Movie, 2015)